# KNVB Beker 2011/12 (mannen)
De KNVB Beker 2011/12 is de 94e editie van de KNVB Beker. De finale werd dit jaar al na de 28e speelronde in de Eredivisie gespeeld, op 8 april 2012 in Stadion Feijenoord te Rotterdam. Titelverdediger was FC Twente. De beker is gewonnen door PSV.

## Speeldata
| Ronde           | Speeldata                        |
| --------------- | -------------------------------- |
| Eerste ronde    | 23 en 24 augustus 2011           |
| Tweede ronde    | 20, 21 en 22 september 2011      |
| Derde ronde     | 25, 26 en 27 oktober 2011        |
| Achtste finales | 20, 21 en 22 december 2011       |
| Kwartfinales    | 31 januari, 1 en 2 februari 2012 |
| Halve finales   | 21 en 22 maart 2012              |
| Finale          | 8 april 2012                     |

## Deelnemers
Er namen dit seizoen 92 clubteams deel. De 18 clubs uit de Eredivisie en de 18 clubs uit de Eerste Divisie waren automatisch geplaatst voor het toernooi. Zij hadden vrije doorgang naar de tweede ronde. Uit het zaterdag- en zondagamateurvoetbal namen de 32 clubs uit de Topklasse deel en de 24 halvefinalisten (of hun plaatsvervangers) van de districtsbekers van de KNVB Beker voor amateurs 2010/11.
| Competitie     | Clubs           | Clubs            | Clubs            | Clubs            |
| -------------- | --------------- | ---------------- | ---------------- | ---------------- |
| Eredivisie     | ADO Den Haag    | Excelsior        | N.E.C.           | FC Twente        |
| Eredivisie     | Ajax            | FC Groningen     | PSV              | FC Utrecht       |
| Eredivisie     | AZ              | sc Heerenveen    | Roda JC Kerkrade | VVV-Venlo        |
| Eredivisie     | Feyenoord       | Heracles Almelo  | RKC Waalwijk     | Vitesse          |
| Eredivisie     | De Graafschap   | NAC Breda        |                  |                  |
| Eerste divisie | AGOVV Apeldoorn | FC Eindhoven     | MVV Maastricht   | SC Veendam       |
| Eerste divisie | Almere City FC  | FC Emmen         | FC Oss           | FC Volendam      |
| Eerste divisie | SC Cambuur      | Fortuna Sittard  | Sparta Rotterdam | Willem II        |
| Eerste divisie | FC Den Bosch    | Go Ahead Eagles  | Telstar          | FC Zwolle        |
| Eerste divisie | FC Dordrecht    | Helmond Sport    |                  |                  |
| Topklasse      | Achilles '29    | SC Genemuiden    | HSC '21          | Quick '20        |
| Topklasse      | ARC             | GVVV             | IJsselmeervogels | Rijnsburgse Boys |
| Topklasse      | AFC             | Haaglandia       | JVC Cuijk        | Spakenburg       |
| Topklasse      | Argon           | Harkemase Boys   | Katwijk          | SVZW             |
| Topklasse      | Barendrecht     | HBS              | FC Lienden       | De Treffers      |
| Topklasse      | Capelle         | HHC Hardenberg   | FC Lisse         | UNA              |
| Topklasse      | EVV             | FC Hilversum     | v.v. Montfoort   | VVSB             |
| Topklasse      | Excelsior '31   | Hollandia        | Noordwijk        | WKE              |
| Hoofdklasse    | Alphense Boys   | Groene Ster      | Scheveningen     | Voorschoten '97  |
| Hoofdklasse    | Bennekom        | Hoek             | Sparta Nijkerk   | Young Boys       |
| Hoofdklasse    | Berkum          | Sportclub N.E.C. | Staphorst        | Zwaluwen         |
| Hoofdklasse    | Be Quick 1887   | ODIN '59         | URK              | Zwaluwen '30     |
| Hoofdklasse    | EHC             |                  |                  |                  |
| Eerste Klasse  | Goes            | Hoogland         | Nemelaer         | Someren          |
| Tweede Klasse  | Actief          | SC Susteren      |                  |                  |
| Derde Klasse   | VCK             |                  |                  |                  |

### Legenda
| Kleur | Resultaat                       |
| ----- | ------------------------------- |
|       | Winnaar                         |
|       | Uitgeschakeld in finale         |
|       | Uitgeschakeld in halve finale   |
|       | Uitgeschakeld in kwart finale   |
|       | Uitgeschakeld in achtste finale |
|       | Uitgeschakeld in derde ronde    |
|       | Uitgeschakeld in tweede ronde   |
|       | Uitgeschakeld in eerste ronde   |

## Wedstrijden

### 1e ronde
De eerste ronde bestond enkel uit amateurverenigingen en werd gespeeld op 23 en 24 augustus 2011. De loting werd op 5 juli 2011 verricht door FC Twente-speler Nicky Kuiper.

| Datum            | Wedstrijd                         | Uitslag                    | Scoreverloop |
| ---------------- | --------------------------------- | -------------------------- | --- |
| 23 augustus 2011 | Zwaluwen '30 – Susteren           | 3 – 0 (1 – 0)              | 7' Niels Joren 1-0, 59' Bas Cissé 2-0, '89 Wesley van Berkel 3-0 |
| 24 augustus 2011 | Achilles '29 – Katwijk            | 1 – 0 (0 – 0)              | 73' Thijs Hendriks 1-0 |
| 24 augustus 2011 | Actief – Excelsior '31            | 1 – 2 n.v. (1 – 1) (1 – 1) | 5' Christiaan Cicek 0-1, 30' Mark Wielenga 1-1, 95' Gradus Hempenius 1-2 |
| 24 augustus 2011 | Alphense Boys – Montfoort         | 0 – 1 (0 – 0)              | 83' Nick Koppers 0-1 |
| 24 augustus 2011 | ARC – Quick '20                   | 6 – 2 (3 – 1)              | 5' Machiel van Maarseveen 1-0, 7' Emile Linkers 2-0, 22' Kelvin Veensma 2-1, 37' Jeffrey van den Berg 3-1, 50' Jeffrey van den Berg 4-1, 70' Leon Lammers 4-2, 75' Jason Esseboom 5-2, 77' Maurits Splinter 6-2                |
| 24 augustus 2011 | Barendrecht – FC Hilversum        | 2 – 2 n.v. (1 – 1) (0 – 1) | 21' Pim Koppel 0-1, 65' Peter de Lange 1-1 , 100' Christian Opschoor 2-1, 118' Dion Glumac 2-2 Barendrecht wint na strafschoppen                                                                                               |
| 24 augustus 2011 | Be Quick 1887 – HHC Hardenberg    | 0 – 3 (0 – 1)              | 43' Hielke Penterman 0-1, 55' Lennard Mulderij 0-2, 70' Thijs Houwing 0-3 |
| 24 augustus 2011 | Capelle – WKE                     | 1 – 1 n.v. (1 – 1) (1 – 0) | 8' Giovanni Klaverweide 1-0, 83' Anton Jongsma 1-1 WKE wint na strafschoppen |
| 24 augustus 2001 | EVV – Hoek                        | 5 – 3 (3 – 0)              | 3' Markus Rychlik 1-0, 15' Jeroen Evelein 2-0, 19' Jeroen Evelein 3-0, 69' Ferry Alfons (pen) 3-1, 71' Jelle Schijvenaars 4-1, 79' Mille Mendes 4-2, 85' Joep op den Kamp 5-2, 90' Jari Vyaene 5-3                             |
| 24 augustus 2011 | Goes – Zwaluwen Vlaardingen       | 1 – 5 (1 – 3)              | 6' Bart Fiegel 0-1, 18' Clint van Stee 0-2, 38' Bart Fiegel 0-3, 44' Gert-Jan van Leiden 1-3, 61' Adair da Lopes da Silva, 90' Adir da lopes da Silva 1-5                                                                      |
| 24 augustus 2011 | GVVV – Nemelaer                   | 3 – 1 (1 – 0)              | 5' Simon Brouwer 1-0, 62' Kevin van Kempen 1-1, 73' Jasper Bolland 2-1, 85' Daan van der Valk 3-1 |
| 24 augustus 2011 | Haaglandia/Sir Winston – FC Lisse | 0 – 1 (0 – 0)              | 88' Rik Vermeulen 0-1 |
| 24 augustus 2011 | Hollandia – Scheveningen          | 0 – 1 (0 – 1)              | 15' Michael Ros 0-1 |
| 24 augustus 2011 | JVC Cuijk – Voorschoten '97       | 1 – 1 n.v. (1 – 1) (0 – 0) | 54' Danny de Jel 0-1, 61' Achmed El Allachi 1-1 JVC Cuijk wint na strafschoppen |
| 24 augustus 2011 | FC Lienden – Bennekom             | 3 – 4 (3 – 1)              | 8' Orin de Waard 1-0, 16' Jahrizino Valentijn 2-0, 25' Rogier Gerritsen 2-1, 37' John van Loenhout 3-1, 51' Clint van der Wal 3-2, 73' Kevin Sissing 3-3, 79' Lennart van der Peppel 3-4                                       |
| 24 augustus 2011 | Sportclub N.E.C. – Harkemase Boys | 2 – 3 (0 – 1)              | 45' Roel van der Meulen 0-1, 51' Erolind Derguti 0-2, 56' Erolint Derguti 0-3, 59' Tom Diebels 1-3, 67' Vincent van Hees 2-3                                                                                                   |
| 24 augustus 2011 | Noordwijk – EHC                   | 4 – 1 (3 – 0)              | 2' Stefan Mertens 1-0, 22' Mohammed Faouzi 2-0, 34' Stefan Mertens 3-0, 51' Bjorn Souren 3-1, 78' Richard Blonk 4-1 |
| 24 augustus 2011 | ODIN '59 – VVSB                   | 1 – 2 n.v. (1 – 1) (0 – 1) | 45' Patrick Krop 0-1, 87' Tim Groenewoud 1-1, 92' Thabiso van Zeijl (pen) 1-2 |
| 24 augustus 2011 | Someren – SC Genemuiden           | 1 – 4 (1 – 2)              | 4' Willem Lanjouw 0-1, 18' Sjef Lemmens 1-1, 45' Willem Lanjouw 1-2, 68' Willem Lanjouw 1-3, 81' Sijmen Jansen 1-4 |
| 24 augustus 2011 | Sparta Nijkerk – Hoogland         | 5 – 1 (4 – 0)              | 4' Maurice van der Wilt 1-0, 15' Niels Buijtenhuis 2-0, 30' Maurice van der Wilt 3-0, 38' Karim Elkaddouri 4-0, 52' Florian Lammers 4-1, 81' Rob Knul 5-1                                                                      |
| 24 augustus 2011 | Staphorst – Groene Ster           | 4 – 2 (2 – 1)              | 31' Martijn Brakke 1-0, 42' Martijn Bakker 2-0, 45' Dave Zafarin 2-1, 47' Sjoerd Knibbeler 2-2, 54' Rob Mijnheer 3-2, 86' Rob Mijnheer 4-2                                                                                     |
| 24 augustus 2011 | SVZW – HBS                        | 4 – 5 n.v. (4 – 4) (1 – 2) | 23' Remco Klaasse 0-1, 36' Remco Klaasse 0-2, 37' Niels ten Hoeve 1-2, 64' Tim Engbers 2-2, 72' Alper Göbel (e.d.) 2-3, 78' Dominique Broekhuizen 2-4, 82' Alper Göbel 3-4, 90' Tim Engbers 4-4, 119' Arthur van der Kaaij 4-5 |
| 24 augustus 2011 | De Treffers – Rijnsburgse Boys    | 1 – 0 (0 – 0)              | 69' Jasper Zuidwijk 1-0 |
| 24 augustus 2011 | UNA – Spakenburg                  | 2 – 0 (0 – 0)              | 63' Erwin Isbouts 1-0, 82' Erwin Isbouts 2-0 |
| 24 augustus 2011 | Urk – Berkum                      | 1 – 2 (0 – 1)              | 20' Kassim Bizimana 0-1, 47' Youp Kok 0-2, 60' William de Boer 1-2 |
| 24 augustus 2011 | VCK – Argon                       | 0 – 5 (0 – 3)              | 36' Kevin Hansen 0-1, 39' Patrick Lokken 0-2, 42' Brayton Biekman 0-3, 56' Joshua Patrick 0-4, 82' Lorenzo Lassooij 0-5 |
| 24 augustus 2011 | Young Boys – HSC '21              | 1 – 2 (1 – 0)              | 26' Florencio Cornelia 1-0, 62' Appie Altunbas 1-1, 88' Appie Altunbas 1-2 |
| 24 augustus 2011 | IJsselmeervogels – AFC            | 2 – 1 (1 – 0)              | 33' Cerezo Fung a Wing 1-0, 47' Tim Peters (pen) 2-0, 90' Mike Ruijter 2-1 |

### 2e ronde
Vanaf de tweede ronde deden ook alle clubs uit het betaalde voetbal mee. De clubs die Europees voetbal spelen konden niet tegen elkaar worden geloot. Indien een amateurclub tegen een club uit het betaald voetbal speelde, speelde de amateurclub een thuiswedstrijd. De wedstrijden werden op 20, 21 en 22 september 2011 afgewerkt. De loting werd op 5 juli 2011 verricht door FC Twente-speler Nicky Kuiper. Barendrecht, dat zich ten koste van FC Hilversum geplaatst had, werd uit het toernooi gezet omdat ze in de eerste ronde een speler opgesteld (Marvin van den Pluijm) hadden die niet speelgerechtigd was. FC Hilversum nam hun plaats in.

| Datum             | Wedstrijd                        | Uitslag                    | Scoreverloop |
| ----------------- | -------------------------------- | -------------------------- | --- |
| 20 september 2011 | ARC – MVV Maastricht             | 0 – 8 (0 – 5)              | 8' Lorenzo Rimkus (e.d.) 0-1, 19' Malcolm Esajas 0-2, 32' Bryan Smeets 0-3, 40' Prince Rajcomar 0-4, 44' Tom Daemen 0-5, 70' Prince Rajcomar 0-6, 74' Prince Rajcomar 0-7, 90' Prince Rajcomar 0-8                        |
| 20 september 2011 | Bennekom – Roda JC Kerkrade      | 1 – 6 (0 – 4)              | 9' Wiljan Pluim 0-1, 30' Davy De Beule 0-2, 39' Wiljan Pluim 0-3, 42' Mitchell Donald 0-4, 52' Ruud Vormer 0-5, 64' Rob Wielaert 0-6, 69' Kevin Sissing 1-6                                                               |
| 20 september 2011 | SC Cambuur – FC Zwolle           | 0 – 1 (0 – 0)              | 74' Nassir Maachi 0-1 |
| 20 september 2011 | Excelsior '31 – Excelsior        | 0 – 5 (0 – 3)              | 2' Jason Oost 0-1, 7' Roland Alberg 0-2, 32' Jason Oost 0-3, 67' Roland Alberg 0-4, 87' Mitchell te Vrede 0-5 |
| 20 september 2011 | EVV – FC Oss                     | 1 – 5 (0 – 4)              | 4' Roy de Ruiter 0-1, 34' Christopher Bieber 0-2, 39' Roy de Ruiter 0-3, 43' Roy de Ruiter 0-4, 66' Christopher Bieber 0-5, 72' Jelle Schijvenaars 1-5                                                                    |
| 20 september 2011 | Feyenoord – AGOVV Apeldoorn      | 4 – 0 (2 – 0)              | 14' Sekou Cissé 1-0, 39' Karim El Ahmadi 2-0, 51' Otman Bakkal 3-0, 68' Anass Achahbar 4-0 |
| 20 september 2011 | Fortuna Sittard – N.E.C.         | 2 – 4 n.v. (2 – 2) (1 – 1) | 43' Danny Hoesen 1-0, 62' Harrie Gommans 2-0, 73' Lasse Schöne 2-1, 90' Stef Nijland 2-2, 113' Krisztián Vadócz 2-3, 120' Melvin Platje 2-4                                                                               |
| 20 september 2011 | Go Ahead Eagles – Helmond Sport  | 3 – 1 n.v. (1 – 1) (1 – 1) | 8' Marnix Kolder 1-0, 33' Jop van der Linden 1-1, 97' Marnix Kolder 2-1, 103' Tcho Tcho Nzuzi-Makuso 3-1 |
| 20 september 2011 | Harkemase Boys – Willem II       | 4 – 2 n.v. (2 – 2) (0 – 1) | 43' Danny Schreurs 0-1, 80' Rowin van Zaanen 0-2, 87' Rob van Bunderen 1-2, 90' Erdem Yeni 2-2, 100' Oebele Schokker 3-2, 120' Rob van Bunderen 4-2                                                                       |
| 20 september 2011 | Montfoort – Sparta Rotterdam     | 1 – 6 (0 – 2)              | 36' Sidney Schmeltz 0-1, 45' Jeremy Bokila (pen) 0-2, 49' Jeremy Bokila 0-3, 56' Iliass Bel Hassani 0-4, 69' Andy van Vliet 1-4, 84' Jeremy Bokila 1-5, 88' Jeremy Bokila 1-6                                             |
| 20 september 2011 | Sparta Nijkerk – Staphorst       | 4 – 2 n.v. (1 – 1) (1 – 1) | 38' Rob Mijnheer 0-1, 41' Rob Knul 1-1, 98' Martijn Bakker 1-2, 104' Saddy de Koning 2-2, 114' Saddy de Koning 3-2, 119' Thomas Vossebelt 4-2                                                                             |
| 20 september 2011 | Vitesse – NAC Breda              | 0 – 0 n.v.                 | Vitesse wint na strafschoppen |
| 20 september 2011 | VVV Venlo – sc Heerenveen        | 0 – 2 (0 – 2)              | 14' Luciano Narsingh 0-1, 21' Bas Dost 0-2 |
| 20 september 2011 | WKE – FC Den Bosch               | 1 – 2 (0 – 0)              | 65' Gevaro Nepomuceno 0-1, 70' Benjamin van den Broek (e.d.) 1-1, 90' Tom van Weert 1-2 |
| 20 september 2011 | IJsselmeervogels – FC Dordrecht  | 0 – 2 (0 – 1)              | 27' Johan Versluis 0-1, 75' Jeffrey Rijsdijk 0-2 |
| 20 september 2011 | Zwaluwen '30 – GVVV              | 1 – 2 (0 – 2)              | 12' Joey Snijders 0-1, 32' Nico Keijzer (e.d.) 0-2, 85' Hesham Ayoub 1-2 |
| 21 september 2011 | Argon – Almere City FC           | 0 – 2 (0 – 0)              | 90' Mikhail Rosheuvel 0-1, 90' Dennis Filippo (e.d.) 0-2 |
| 21 september 2011 | Berkum – SC Veendam              | 2 – 0 (0 – 0)              | 72' Marc van der Meulen 1-0, 88' Rik Jan de Groot 2-0 |
| 21 september 2011 | FC Eindhoven – FC Emmen          | 3 – 1 (1 – 0)              | 10' Rob van Boekel 1-0, 51' Elson do Rosario Almeida 1-1, 56' Leon Kantelberg 2-1, 60' Jelle De Bock 3-1 |
| 21 september 2011 | SC Genemuiden – HSC '21          | 3 – 1 (2 – 1)              | 3' Cuneyt Avsar 0-1, 11' Robert Boes 1-1, 36' Erik Rotman 2-1, 70' Willem Lanjouw 3-1 |
| 21 september 2011 | De Graafschap – FC Utrecht       | 1 – 1 n.v. (1 – 1) (1 – 1) | 18' Dulee Johnson 1-0, 45' Tommy Oar 1-1 De Graafschap wint na strafschoppen |
| 21 september 2011 | HBS – FC Lisse                   | 2 – 3 (0 – 1)              | 43' Mohammed Messaoud 0-1, 53' Mike de Geer 1-1, 59' Gianni Kamperveen (e.d.) 1-2, 63' Mohammed Messaoud 1-3, 84' Sami Aoulad Said 2-3                                                                                    |
| 21 september 2011 | FC Hilversum – RKC Waalwijk      | 0 – 3 (0 – 2)              | 16' Adil Auassar 0-1, 26' Henrico Drost 0-2, 74' Roald van Hout 0-3 |
| 21 september 2011 | JVC Cuijk – Heracles Almelo      | 0 – 1 (0 – 1)              | 12' Glynor Plet 0-1 |
| 21 september 2011 | Noordwijk – Ajax                 | 1 – 3 (0 – 1)              | 38' Siem de Jong 0-1, 56' Dmitri Bulykin 0-2, 61' Lesly de Sa 0-3, 65' Sijbren Bartlema 1-3 |
| 21 september 2011 | Scheveningen – ADO Den Haag      | 1 – 3 (1 – 1)              | 16' Sjaak Polak (pen) 1-0, 41' Gábor Horváth 1-1, 80' Jens Toornstra 1-2, 87' Tjaronn Chery 1-3 |
| 21 september 2011 | De Treffers – HHC Hardenberg     | 3 – 2 (1 – 1)              | 2' Hielke Penterman 0-1, 33' Robin Janssen 1-1, 58' Bernard Hofstede 2-1, 79' Bernard Hofstede 3-1, 90' Lennard Mulderij 3-2                                                                                              |
| 21 september 2011 | UNA – FC Volendam                | 1 – 3 (0 – 2)              | 25' Jack Tuijp (pen) 0-1, 29' Rok Roj 0-2, 53' Achmed Ahahaoui 0-3, 60' Bas Kneepkens 1-3 |
| 21 september 2011 | VVSB – PSV                       | 0 – 8 (0 – 3)              | 20' Memphis Depay 0-1, 23' Georginio Wijnaldum (pen) 0-2, 41' Ola Toivonen 0-3, 47' Zakaria Labyad 0-4, 73' Memphis Depay 0-5, 80' Jürgen Locadia 0-6, 82' Zakaria Labyad 0-7, 90' Rabiu Ibrahim 0-8                      |
| 21 september 2011 | Zwaluwen Vlaardingen – FC Twente | 1 – 8 (0 – 5)              | 18' Steven Berghuis 0-1, 21' Luuk de Jong 0-2, 28' Marc Janko 0-3, 30' Steven Berghuis 0-4, 41' Luuk de Jong 0-5, 60' Steven Berghuis 0-6, 72' Willem Janssen 0-7, 75' Dimitri Gomes Almeida 1-7, 79' Steven Berghuis 1-8 |
| 22 september 2011 | Achilles '29 – Telstar           | 1 – 1 n.v. (1 – 1) (1 – 1) | 23' Gerson Sheotahul 0-1, 36' Thijs Hendriks 1-1 Achilles '29 wint na strafschoppen |
| 22 september 2011 | AZ – FC Groningen                | 4 – 2 n.v. (1 – 1) (0 – 1) | 5' David Texeira 0-1, 76' Nick Viergever 1-1, 93' Niklas Moisander 2-1, 98' Adam Maher 3-1, 103' Tim Keurntjes 3-2, 115' Jóhann Berg Guðmundsson 4-2                                                                      |

### 3e ronde
In de derde ronde speelden de 32 winnaars uit de tweede ronde. De wedstrijden werden gespeeld op 25, 26 en 27 oktober 2011. De loting werd door AZ-speler Charlison Benschop op 21 september in Alkmaar verricht, alwaar de laatste wedstrijd uit de tweede ronde gespeeld werd. Clubs die Europees voetbal speelden (Ajax, FC Twente, PSV, AZ en ADO Den Haag) konden niet tegen elkaar loten.
| Datum           | Wedstrijd                         | Uitslag                    | Scoreverloop |
| --------------- | --------------------------------- | -------------------------- | --- |
| 25 oktober 2011 | Achilles '29 – MVV Maastricht     | 1 – 0 (1 – 0)              | 22' Twan Smits 1-0 |
| 25 oktober 2011 | Almere City FC – FC Eindhoven     | 1 – 2 (0 – 1)              | 23' Serhat Koç 0-1, 59' Jelle van Kruijssen 0-2, 66' Dion Malone 1-2                                                                                              |
| 25 oktober 2011 | Excelsior – GVVV                  | 0 – 3 (0 – 1)              | 43' Dennis van Meegdenburg 0-1, 80' Jasper Bolland 0-2, 88' Dennis van Meegdenburg 0-3                                                                            |
| 25 oktober 2011 | sc Heerenveen – Harkemase Boys    | 6 – 1 (3 – 1)              | 16' Filip Djuricic 1-0, 22' Ramon Zomer 2-0, 25' Bas Dost 3-0, 37' Jordy van Wijk 3-1, 54' Luciano Narsingh 4-1, 71' Bas Dost (pen) 5-1, 83' Quenten Martinus 6-1 |
| 25 oktober 2011 | FC Oss – FC Den Bosch             | 3 – 1 n.v. (1 – 1) (0 – 0) | 89' Tom van Weert 0-1, 90' Charlie van den Ouweland 1-1, 98' Marcel van der Sloot (pen) 2-1, 117' Christopher Bieber 3-1                                          |
| 25 oktober 2011 | FC Zwolle – RKC Waalwijk          | 0 – 1 (0 – 0)              | 83' Roald van Hout 0-1 |
| 26 oktober 2011 | Heracles Almelo – Berkum          | 4 – 0 (2 – 0)              | 21' Glynor Plet 1-0, 31' Everton Ramos da Silva 2-0, 57' Glynor Plet 3-0, 62' Glynor Plet 4-0                                                                     |
| 26 oktober 2011 | PSV – FC Lisse                    | 3 – 0 (0 – 0)              | 57' Stanislav Manolev 1-0, 68' Zakaria Labyad 2-0, 73' Dries Mertens 3-0                                                                                          |
| 26 oktober 2011 | Roda JC Kerkrade – Ajax           | 2 – 4 (1 – 1)              | 3' Mitchell Donald 1-0, 4' Jan Vertonghen 1-1, 63' Derk Boerrigter 1-2, 65' Mads Junker 2-2, 72' Derk Boerrigter 2-3, 88' Jan Vertonghen 2-4                      |
| 26 oktober 2011 | Sparta Rotterdam – Sparta Nijkerk | 4 – 0 (3 – 0)              | 9' Ilias Bel Hassani 1-0, 31' Tim Crux (e.d.) 2-0, 35' Ilias Bel Hassani 3-0, 66' Jaime Bruinier 4-0                                                              |
| 26 oktober 2011 | De Treffers – De Graafschap       | 1 – 5 (1 – 3)              | 26' Said Echargui 1-0, 31' Michael de Leeuw 1-1, 36' Rydell Poepon 1-2, 38' Jussi Kujala 1-3, 53' Yuri Rose 1-4, 77' Xhelil Abdulla 1-5                           |
| 26 oktober 2011 | FC Twente – SC Genemuiden         | 4 – 3 (1 – 1)              | 4' Leroy Fer 1-0, 11' Patrick Lip 1-1, 56' Luuk de Jong (e.d.) 1-2, 59' Nacer Chadli 2-2, 77' Emir Bajrami 3-2, 78' Emir Bajrami 4-2, 87' Patrick Lip 4-3         |
| 26 oktober 2011 | Vitesse – ADO Den Haag            | 2 – 1 (1 – 1)              | 5' Marcus Pedersen 1-0, 19' Tjaronn Chery 1-1, 68' Wilfried Bony 2-1                                                                                              |
| 27 oktober 2011 | FC Dordrecht – AZ                 | 2 – 3 n.v. (2 – 2) (0 – 1) | 44' Pontus Wernbloom 0-1, 61' Ragnar Klavan 0-2, 71' Shayron Curiel 1-2, 73' Santy Hulst 2-2, 97' Adam Maher 2-3                                                  |
| 27 oktober 2011 | Go Ahead Eagles – Feyenoord       | 2 – 1 (1 – 0)              | 7' Joey Suk 1-0, 58' Marnix Kolder (pen) 2-0, 89' Ron Vlaar 2-1                                                                                                   |
| 27 oktober 2011 | N.E.C. – FC Volendam              | 1 – 0 (1 – 0)              | 39' Cayfano Latupeirissa 1-0 |

### Achtste finales
In de achtste finales speelden de zestien winnaars uit de derde ronde. De wedstrijden werden gespeeld op 20, 21 en 22 december 2011. De loting werd op 27 oktober in Deventer verricht door Jarchinio Antonia. Het duel tussen Ajax en AZ werd gestaakt nadat AZ-coach Verbeek zijn spelers van het veld haalde. Hij deed dit omdat zijn doelman een rode kaart kreeg voor het trappen van een Ajaxsupporter, die hem kort daarvoor zelf had aangevallen. Deze wedstrijd werd op 19 januari 2012 in zijn geheel overgespeeld. Titelverdediger FC Twente werd in eigen huis uitgeschakeld door PSV. Ook de andere finalist van de vorige editie, Ajax, werd in deze ronde uitgeschakeld. AZ was in Amsterdam te sterk.
| Datum            | Wedstrijd                       | Uitslag                      | Scoreverloop |
| ---------------- | ------------------------------- | ---------------------------- | --- |
| 20 december 2011 | Heracles Almelo – De Graafschap | 4 – 0 (3 – 0)                | 2' Willie Overtoom 1-0, 19' Purrel Fränkel (e.d.) 2-0, 41' Samuel Armenteros 3-0, 46' Marko Vejinović 4-0, |
| 20 december 2011 | RKC Waalwijk – Go Ahead Eagles  | 3 – 2 (0 – 1)                | 22' Marnix Kolder 0-1, 52' Marnix Kolder 0-2, 79' Geoffrey Castillion 1-2, 83' Mitchell Schet 2-2, 87' Ard van Peppen 3-2 |
| 20 december 2011 | Sparta Rotterdam – GVVV         | 1 – 1 n.v. (1 – 1) (0 – 1)   | 5' Simon Brouwer 0-1, 62' Sidney Schmeltz 1-1 GVVV wint na strafschoppen |
| 21 december 2011 | Ajax – AZ                       | 1 – 0 Gestaakt in 37e minuut | 8' Gregory van der Wiel 1-0 |
| 21 december 2011 | sc Heerenveen – FC Oss          | 11 – 1 (4 – 0)               | 18' Luciano Narsingh 1-0, 27' Bas Dost (pen) 2-0, 30' Filip Đjuričić 3-0, 45' Luciano Narsingh 4-0, 48' Sven Kums 5-0, 52' Rajiv van La Parra 6-0, 54' Filip Đjuričić 7-0, 66' Christopher Bieber 7-1, 71' Rajiv van La Parra 8-1, 85' Daryl Janmaat 9-1, 87' Bas Dost 10-1, 90' Jeffrey Gouweleeuw 11-1 |
| 21 december 2011 | N.E.C. – Achilles '29           | 3 – 0 (2 – 0)                | 17' Krisztián Vadócz 1-0, 27' John Goossens 2-0, 85' Melvin Platje 3-0 |
| 22 december 2011 | FC Eindhoven – Vitesse          | 1 – 2 (0 – 0)                | 77' Marco van Ginkel 0-1, 79' Sjors Paridaans 1-1, 90' Stanley Aborah 1-2 |
| 22 december 2011 | FC Twente – PSV                 | 1 – 2 n.v. (0 – 0)           | 101' Tim Matavž 0-1, 110' Marc Janko (pen) 1-1, 115' Tim Matavž 1-2 |
| 19 januari 2012  | Ajax – AZ                       | 2 – 3 (2 – 2)                | 10' Siem de Jong 1-0, 24' Maarten Martens 1-1, 32' Charlison Benschop 1-2, 37' Siem de Jong 2-2, 55' Rasmus Elm (pen) 2-3 |

### Kwartfinales
Op het moment van de loting was de wedstrijd Ajax – AZ niet geheel gespeeld. Deze loting werd verricht door Georginio Wijnaldum. De wedstrijden werden afgewerkt op 31 januari, 1 februari en 2 februari 2012.
|                       |                    |               |                             |                                                                                  |
| 31 januari 2012 20.45 | Vitesse            | 1 – 2 (1 – 0) | sc Heerenveen               | Stadion: GelreDome, Arnhem Toeschouwers: 10.418 Scheidsrechter: Richard Liesveld |
| 31 januari 2012 20.45 | Stanley Aborah 41' | Verslag       | 67' Viktor Elm 71' Bas Dost | Stadion: GelreDome, Arnhem Toeschouwers: 10.418 Scheidsrechter: Richard Liesveld |
| 31 januari 2012 20.45 |                    |               |                             | Stadion: GelreDome, Arnhem Toeschouwers: 10.418 Scheidsrechter: Richard Liesveld |
| 31 januari 2012 20.45 |                    |               |                             | Stadion: GelreDome, Arnhem Toeschouwers: 10.418 Scheidsrechter: Richard Liesveld |
|                       |                    |               |                             |                                                                                  |

|                       |                                         |               |                            |                                                                                 |
| 1 februari 2012 20.45 | AZ                                      | 2 – 1 (1 – 1) | GVVV                       | Stadion: AFAS Stadion, Alkmaar Toeschouwers: 9.137 Scheidsrechter: Jan Wegereef |
| 1 februari 2012 20.45 | Maarten Martens 19' Maarten Martens 66' | Verslag       | 10' Dennis van Meegdenburg | Stadion: AFAS Stadion, Alkmaar Toeschouwers: 9.137 Scheidsrechter: Jan Wegereef |
| 1 februari 2012 20.45 |                                         |               |                            | Stadion: AFAS Stadion, Alkmaar Toeschouwers: 9.137 Scheidsrechter: Jan Wegereef |
| 1 februari 2012 20.45 |                                         |               |                            | Stadion: AFAS Stadion, Alkmaar Toeschouwers: 9.137 Scheidsrechter: Jan Wegereef |
|                       |                                         |               |                            |                                                                                 |

|                       |                                                             |               |                                 |                                                                                 |
| 1 februari 2012 18.45 | Heracles Almelo                                             | 3 – 0 (2 – 0) | RKC Waalwijk                    | Stadion: Polman Stadion, Almelo Toeschouwers: 7.812 Scheidsrechter: Ruud Bossen |
| 1 februari 2012 18.45 | Samuel Armenteros 30' Kwame Quansah 35' Marko Vejinović 58' | Verslag       | 69' Evander Sno 73' Evander Sno | Stadion: Polman Stadion, Almelo Toeschouwers: 7.812 Scheidsrechter: Ruud Bossen |
| 1 februari 2012 18.45 |                                                             |               |                                 | Stadion: Polman Stadion, Almelo Toeschouwers: 7.812 Scheidsrechter: Ruud Bossen |
| 1 februari 2012 18.45 |                                                             |               |                                 | Stadion: Polman Stadion, Almelo Toeschouwers: 7.812 Scheidsrechter: Ruud Bossen |
|                       |                                                             |               |                                 |                                                                                 |

|                       |                                                     |               |                                          |                                                                                         |
| 2 februari 2012 20.45 | PSV                                                 | 3 – 2 (3 – 2) | N.E.C.                                   | Stadion: Philips Stadion, Eindhoven Toeschouwers: 11.000 Scheidsrechter: Danny Makkelie |
| 2 februari 2012 20.45 | Dries Mertens 5' Tim Matavž 41' Kevin Strootman 43' | Verslag       | 15' Nick van der Velden 45' Lasse Schöne | Stadion: Philips Stadion, Eindhoven Toeschouwers: 11.000 Scheidsrechter: Danny Makkelie |
| 2 februari 2012 20.45 |                                                     |               |                                          | Stadion: Philips Stadion, Eindhoven Toeschouwers: 11.000 Scheidsrechter: Danny Makkelie |
| 2 februari 2012 20.45 |                                                     |               |                                          | Stadion: Philips Stadion, Eindhoven Toeschouwers: 11.000 Scheidsrechter: Danny Makkelie |
|                       |                                                     |               |                                          |                                                                                         |

### Halve finales
De loting voor de halve finale vond plaats op 2 februari 2012 in het Philips Stadion na de kwartfinale wedstrijd tussen PSV en N.E.C. en werd verricht door Dries Mertens. Tevens is de winnaar van de wedstrijd tussen sc Heerenveen en PSV als 'thuisspelende' club bij de finale in De Kuip benoemd.
|                     |                |               |                                                           |                                                                                           |
| 21 maart 2012 20:45 | sc Heerenveen  | 1 – 3 (1 – 1) | PSV                                                       | Stadion: Abe Lenstra Stadion, Heerenveen Toeschouwers: 26.000 Scheidsrechter: Bas Nijhuis |
| 21 maart 2012 20:45 | Viktor Elm 34' | Verslag       | 23' Zakaria Labyad 46' Georginio Wijnaldum 50' Tim Matavž | Stadion: Abe Lenstra Stadion, Heerenveen Toeschouwers: 26.000 Scheidsrechter: Bas Nijhuis |
| 21 maart 2012 20:45 |                |               |                                                           | Stadion: Abe Lenstra Stadion, Heerenveen Toeschouwers: 26.000 Scheidsrechter: Bas Nijhuis |
| 21 maart 2012 20:45 |                |               |                                                           | Stadion: Abe Lenstra Stadion, Heerenveen Toeschouwers: 26.000 Scheidsrechter: Bas Nijhuis |
|                     |                |               |                                                           |                                                                                           |

|                     |                                            |                            |                                                                                  |                                                                                      |
| 22 maart 2012 20:45 | AZ                                         | 2 – 4 n.v. (2 – 2) (2 – 1) | Heracles Almelo                                                                  | Stadion: AFAS Stadion, Alkmaar Toeschouwers: 10.669 Scheidsrechter: Richard Liesveld |
| 22 maart 2012 20:45 | Adam Maher 20' Jóhann Berg Guðmundsson 22' |                            | 7' Everton Ramos da Silva 66' Kwame Quansah 110' Thomas Bruns 120' Ninos Gouriye | Stadion: AFAS Stadion, Alkmaar Toeschouwers: 10.669 Scheidsrechter: Richard Liesveld |
| 22 maart 2012 20:45 |                                            |                            |                                                                                  | Stadion: AFAS Stadion, Alkmaar Toeschouwers: 10.669 Scheidsrechter: Richard Liesveld |
| 22 maart 2012 20:45 |                                            |                            |                                                                                  | Stadion: AFAS Stadion, Alkmaar Toeschouwers: 10.669 Scheidsrechter: Richard Liesveld |
|                     |                                            |                            |                                                                                  |                                                                                      |

### Finale
|                                      |                                                      |               |                 |                                                                        |
| 8 april 2012 18:00 Finale KNVB Beker | PSV                                                  | 3 – 0 (1 – 0) | Heracles Almelo | De Kuip, Rotterdam Toeschouwers: 50.000 Scheidsrechter: Pol van Boekel |
| 8 april 2012 18:00 Finale KNVB Beker | Ola Toivonen 31' Dries Mertens 56' Jeremain Lens 63' |               |                 | De Kuip, Rotterdam Toeschouwers: 50.000 Scheidsrechter: Pol van Boekel |

| PSV | Heracles |

| PSV:           |    |                              |         |
|                |    |                              |         |
| GK             | 21 | Przemysław Tytoń             |         |
| RB             | 13 | Atiba Hutchinson             |         |
| CB             | 4  | Marcelo Antônio Guedes Filho |         |
| CB             | 3  | Wilfred Bouma                | 24'     |
| LB             | 5  | Erik Pieters                 | 40'     |
| CM             | 10 | Georginio Wijnaldum          |         |
| CM             | 7  | Ola Toivonen                 | 69'     |
| CM             | 6  | Kevin Strootman              |         |
| RW             | 20 | Zakaria Labyad               | 62' 75' |
| CF             | 11 | Jeremain Lens                | 80'     |
| LW             | 14 | Dries Mertens                | 86'     |
| Wisselspelers: |    |                              |         |
| DF             | 2  | Stanislav Manolev            |         |
| MF             | 8  | Orlando Engelaar             | 75'     |
| FW             | 9  | Tim Matavž                   | 80'     |
| DF             | 18 | Timothy Derijck              |         |
| FW             | 19 | Jan Vennegoor of Hesselink   |         |
| FW             | 22 | Memphis Depay                | 86'     |
| GK             | 33 | Khalid Sinouh                |         |
| Coach:         |    |                              |         |
| Phillip Cocu   |    |                              |         |

| Heracles Almelo: |    |                        |     |
|                  |    |                        |     |
| GK               | 22 | Remco Pasveer          |     |
| RB               | 2  | Tim Breukers           |     |
| CB               | 14 | Ben Rienstra           | 61' |
| CB               | 4  | Antoine van der Linden |     |
| LB               | 5  | Mark Looms             |     |
| CM               | 17 | Kwame Quansah          |     |
| CM               | 23 | Willie Overtoom        | 71' |
| CM               | 8  | Lerin Duarte           | 66' |
| RW               | 21 | Darl Douglas           | 66' |
| CF               | 18 | Samuel Armenteros      |     |
| LW               | 11 | Everton Ramos da Silva |     |
| Wisselspelers:   |    |                        |     |
| MF               | 10 | Marko Vejinović        | 66' |
| FW               | 15 | Ninos Gouriye          | 71' |
| FW               | 19 | Luís Pedro             |     |
| MF               | 20 | Thomas Bruns           | 66' |
| GK               | 26 | Dennis Telgenkamp      |     |
| DF               | 29 | Jason Davidson         |     |
| DF               | 32 | Mike te Wierik         |     |
| Coach:           |    |                        |     |
| Peter Bosz       |    |                        |     |

| KNVB Beker 2011/12 |
| ------------------ |
| PSV Negende titel  |

## Topscorers
| Pos.             | Speler           | Club             | Goals | 1 | Bas Dost | sc Heerenveen | 6 |
| 2                | Marnix Kolder    | Go Ahead Eagles  | 5     |   |          |               |   |
| 2                | Prince Rajcomar  | MVV Maastricht   | 5     |   |          |               |   |
| 4                | Willem Lanjouw   | SC Genemuiden    | 4     |   |          |               |   |
| 4                | Luciano Narsingh | sc Heerenveen    | 4     |   |          |               |   |
| 4                | Glynor Plet      | Heracles Almelo  | 4     |   |          |               |   |
| 4                | Roy de Ruiter    | FC Oss           | 4     |   |          |               |   |
| 4                | Zakaria Labyad   | PSV              | 4     |   |          |               |   |
| 4                | Tim Matavž       | PSV              | 4     |   |          |               |   |
| 4                | Jeremy Bokila    | Sparta Rotterdam | 4     |   |          |               |   |
| 4                | Steven Berghuis  | FC Twente        | 4     |   |          |               |   |
| 12               | 9 spelers        | 9 spelers        | 3     |   |          |               |   |
| 21               | 53 spelers       | 53 spelers       | 2     |   |          |               |   |
| 74               | 181 spelers      | 181 spelers      | 1     |   |          |               |   |
| Eigen doelpunten | Eigen doelpunten | Eigen doelpunten | 8     |   |          |               |   |
| Totaal:          | Totaal:          | Totaal:          | 370   |   |          |               |   |
| Wedstrijden:     | Wedstrijden:     | Wedstrijden:     | 91    |   |          |               |   |
| Gemiddelde:      | Gemiddelde:      | Gemiddelde:      | 4,07  |   |          |               |   |

## Deelnemers per ronde
De deelnemers per ronde zijn:
| Deelnemerscategorie | Ronde 1  | Ronde 2  | Ronde 3  | Achtste finale | Kwartfinale | Halve finale | Finale    | Winnaar   |
| ------------------- | -------- | -------- | -------- | -------------- | ----------- | ------------ | --------- | --------- |
| Eredivisie          | (bye)    | 18 (28%) | 14 (44%) | 10 (63%)       | 07 (88%)    | 04 (100%)    | 02 (100%) | 01 (100%) |
| Eerste divisie      | (bye)    | 18 (28%) | 10 (31%) | 04 (25%)       | 00 (00%)    | 00 (00%)     | 00 (00%)  | 00 (00%)  |
| Topklasse           | 32 (57%) | 21 (33%) | 06 (19%) | 02 (13%)       | 01 (13%)    | 00 (00%)     | 00 (00%)  | 00 (00%)  |
| Hoofdklasse         | 17 (30%) | 07 (11%) | 02 (06%) | 00 (00%)       | 00 (00%)    | 00 (00%)     | 00 (00%)  | 00 (00%)  |
| Eerste klasse       | 04 (07%) | 00 (00%) | 00 (00%) | 00 (00%)       | 00 (00%)    | 00 (00%)     | 00 (00%)  | 00 (00%)  |
| Tweede klasse       | 02 (04%) | 00 (00%) | 00 (00%) | 00 (00%)       | 00 (00%)    | 00 (00%)     | 00 (00%)  | 00 (00%)  |
| Derde klasse        | 01 (02%) | 00 (00%) | 00 (00%) | 00 (00%)       | 00 (00%)    | 00 (00%)     | 00 (00%)  | 00 (00%)  |
| Totaal              | 56       | 64       | 32       | 16             | 8           | 4            | 2         | 1         |